# Efteruddannelse
Efteruddannelse er et begreb, der dækker over korterevarende uddannelsesaktiviteter i form af kurser, temadage, foredrag, selvstudium, coaching, praktisk oplæring osv. Efteruddannelsesaktiviteter gennemføres oftest på deltidsbasis uden for almindelig arbejdstid. Ved hjælp af efteruddannelse får man mulighed for at opnå nye færdigheder og kompetencer samt forny, opdatere og udvide sin faglige viden inden for et bestemt område. Efteruddannelse i sig selv medfører dog ikke en ny uddannelsesgrad. Eksempler på efteruddannelse kan f.eks. være introduktionskursusforløb for tillidsrepræsentanter eller oplæring af lægesekretærer i blodprøvetagning.
Særligt blandt ledere, teamledere og fagspecialister er det blevet populært at en efteruddannelse i form af en MBA eller mini MBA.